# Relações entre Japão e Timor-Leste
As relações entre Japão e Timor-Leste são as relações diplomáticas estabelecidas entre a República Democrática de Timor-Leste e o Japão. As relações foram estabelecidas em maio de 2002. Timor-Leste possui uma embaixada em Tóquio, enquanto o Japão possui uma embaixada em Díli.

## História
As relações entre os dois países foram estabelecidas a 20 de maio de 2002, quando a administração por parte das Nações Unidas em Timor-Leste foi terminada, dando lugar ao Governo de Timor-Leste. O governo japonês possuía um ofício representativo de nível embaixadorial em Díli na ocasião.